# 1732

## أحداث
- 29 يونيو - الإسبان يستعيدون السيطرة على ميناء ومدينة وهران الجزائرية من العثمانيين، وكان العثمانيون قد فتحوا وهران قبل 24 عاما وخلصوها من الاحتلال الأسباني.

## مواليد
- الإمام منصور الشيشاني
- المرتضى الزبيدي
- بيتر فورسكول
- بيير أوجستن كارون دي بومارشيه
- ريتشارد آركرايت
- فريديريك نورث
- 22 فبراير - الرئيس الأمريكي الأول جورج واشنطن
- جوزيف هايدن

## وفيات
- فيتوريو أميديو الثاني